# Маделейне Санчес
Маделейне Санчес (нар. 10 травня 1968) — колишня домініканська тенісистка.
Найвищу одиночну позицію світового рейтингу — 548 місце досягла 9 Jul 1990, парну — 475 місце — 6 Aug 1990 року.
Здобула 1 одиночний та 1 парний титул туру ITF.

## Фінали ITF

### Одиночний розряд: 1 (1–0)
| Результат | Ранг | Дата            | Турнір           | Покриття | Суперниця   | Рахунок  |
| --------- | ---- | --------------- | ---------------- | -------- | ----------- | -------- |
| Перемога  | 1.   | 25 вересня 1994 | Марсель, Франція | Ґрунт    | Аксель Тома | 6–4, 7–5 |

### Парний розряд: 1 (1–0)
| Результат | Ранг | Дата            | Турнір           | Покриття | Партнерка     | Суперниці                       | Рахунок  |
| --------- | ---- | --------------- | ---------------- | -------- | ------------- | ------------------------------- | -------- |
| Перемога  | 1.   | 25 вересня 1994 | Марсель, Франція | Ґрунт    | Катрін Танв'є | Марта Кано Cristina De Subijana | 6–3, 6–2 |